# らせん星雲
らせん星雲（NGC 7293、Caldwell 63）は、みずがめ座にある有名な惑星状星雲である。
距離はおよそ219パーセクあるいは約700光年で、太陽系に最も近い惑星状星雲の1つである。猫のような目の形をしている中心部が「らせん」の名前の由来であるが、最近の研究ではその周囲に淡い環状のガスが広がっていることがわかっている。環状部まで含めると、全体の大きさは満月の約半分くらいまで広がっている。中心部に白色矮星が存在する。

## 画像

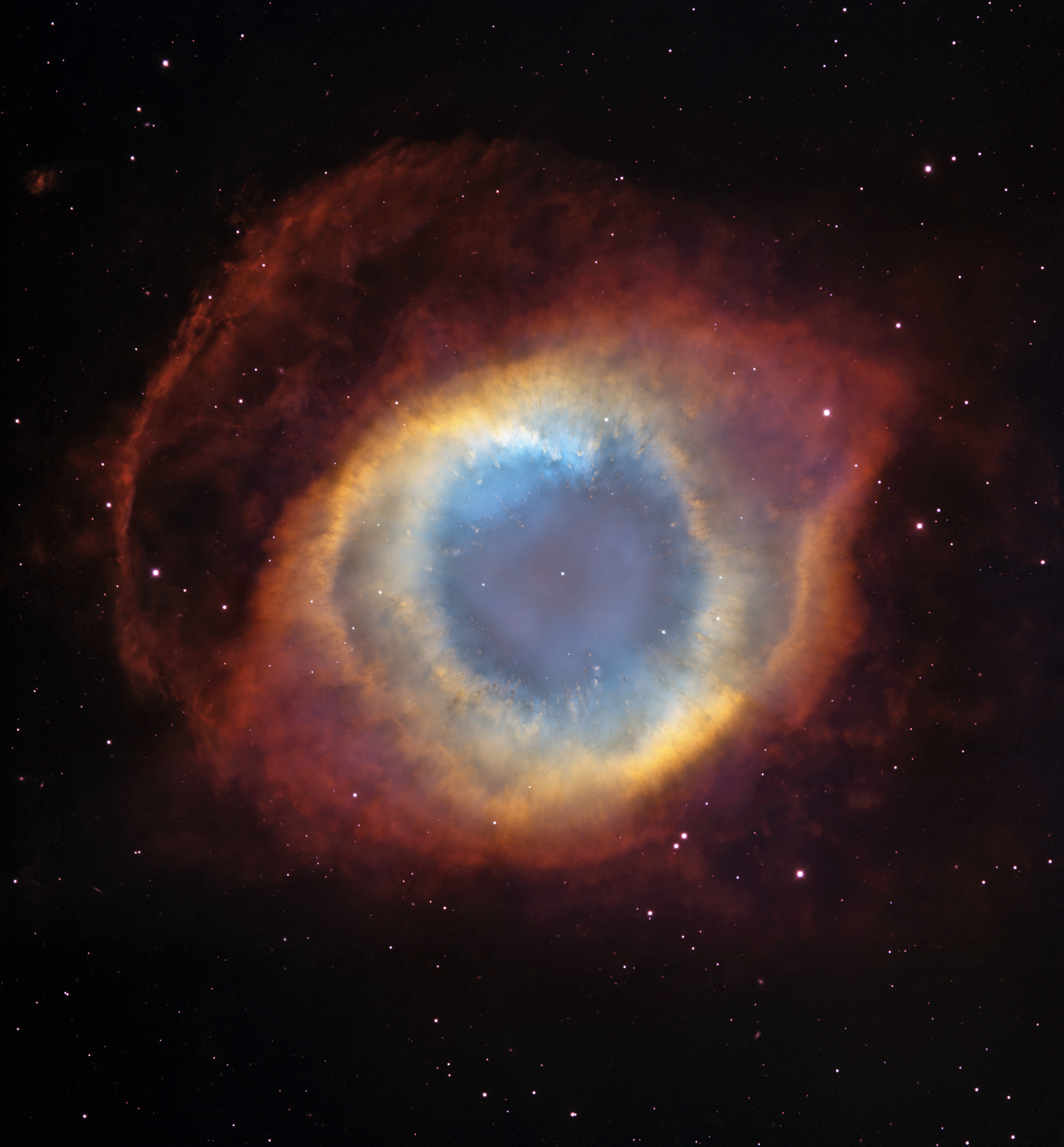
らせん星雲NGC7293のハッブル宇宙望遠鏡と地上望遠鏡の可視光線における合成イメージ
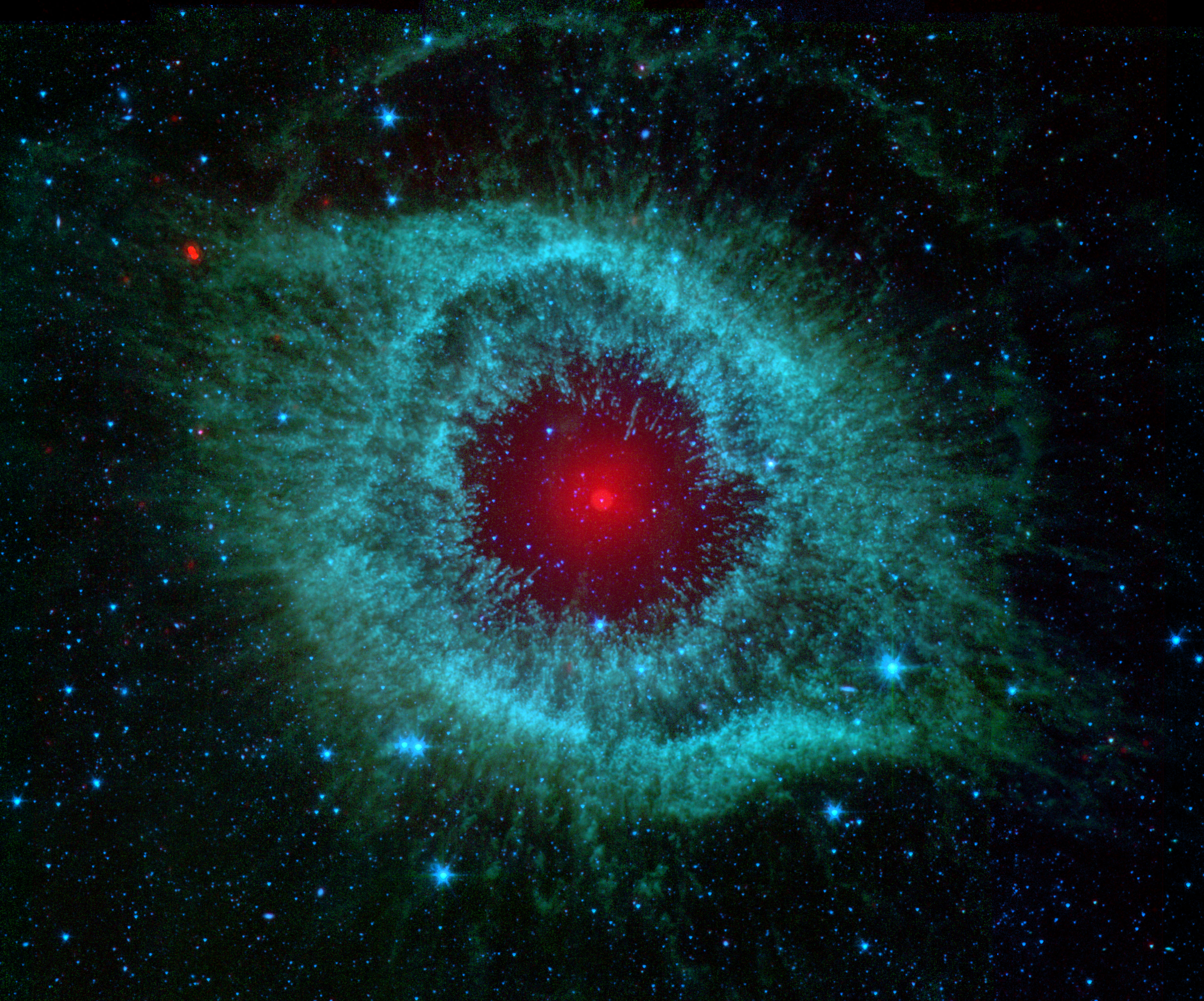
らせん星雲NGC7293の赤外線映像（2007年にスピッツァー宇宙望遠鏡が撮影）

## チェーンメール「神の目」
2007年7月7日に7つの願いがかなうというチェーンメールで、ナサのハブル望遠鏡（原文ママ）で撮影された3000年に一度の珍しい現象「神の目」という画像が添付されていた。正体はNGC7293の画像である。